# Burca braco
Burca braco är en fjärilsart som beskrevs av Herrich-Schäffer 1864. Burca braco ingår i släktet Burca och familjen tjockhuvuden. Inga underarter finns listade i Catalogue of Life.